# Pseudobryophila
Pseudobryophila là một chi bướm đêm thuộc họ Noctuidae.